# Saint-Éloi (Creuse)
Saint-Éloi é uma comuna francesa na região administrativa da Nova Aquitânia, no departamento de Creuse. Estende-se por uma área de 15,6 km². Em 2010 a comuna tinha 218 habitantes (densidade: 14 hab./km²).